# Kamehameha V
Kamehameha V, Rey constitucional de Hawái —nació como Lot Kapuāiwa— reinó como el monarca del Reino de Hawái a partir de 1863 hasta 1872. Nació el 11 de diciembre de 1830, y murió en su 42.º cumpleaños el 11 de diciembre de 1872. Kapuāiwa significa Misterioso tabú.

## Una nueva constitución
En mayo de 1864, solicitó la celebración de una convención constitucional para el 7 de julio de 1864. Quería proponer una nueva constitución más favorable a la corona, en lugar de añadir enmiendas a la antigua constitución. La convención comenzó a tiempo, avanzando sin problemas hasta llegar al artículo 62.º En el mismo se limitaba a los votantes a ser: residentes, que pasaran una prueba de cultura general y poseyeran tierras o tuvieran fuertes ingresos. El 20 de agosto de 1864, firmó la nueva constitución y tomó juramento para protegerla. La constitución estaba basada en el esbozo original mientras que unos 20 artículos se suprimieron. Cuando designó a Carlos de Varigny para el gabinete del Rey, los americanos de Hawái se convencieron de que había adoptado una política antiamericana. En realidad, su política exterior siguió siendo la misma.

## El aumento de viajes a Hawái
El aumento de viajes a Hawái, continuó durante el reinado de Kamehameha. Mark Twain vino en marzo de 1866 a bordo del barco Ayax. Permaneció allí durante cuatro meses, tiempo en el que escribió cartas a la Sacramento Union, en las que describía las islas. La Reina Victoria envió a Alfredo Ernesto Alberto, su segundo hijo en visita oficial en 1869. Entre esa gente había políticos y comerciantes, por lo que se hicieron necesarios los hoteles. Se propuso la construcción del Hotel Hawaiano en 1865, pero este no funcionó hasta 1871. El Hotel se encuentra en la esquina de la Calle Hotel y la Calle Richards y su apertura formal se produjo mediante un baile el 29 de febrero de 1872. El hotel cambió el nombre a Hotel Real Hawaiano. Durante la Primera Guerra Mundial, pasó a ser el cuartel de las Fuerzas armadas YMCA.

## Los proyectos inmobiliarios dentro del reinado de Kamehameha
El Hotel Hawaiano no fue el único proyecto inmobiliario dentro de los ambiciosos planes de construcción emprendidos por Kamehameha V. Su deseo era crear una cara amable y creíble para los gobiernos visitantes. En 1872 se colocó la piedra angular del Aliʻiōlani Hale, cuya construcción finalizó en 1874. El motivo original era sustituir el Palacio ʻIolani contemporáneo levantado por Kamehameha III. Este proyecto, se sustituyó por otro más útil. En la actualidad, es la sede del Tribunal Supremo del Estado de Hawái, custodiado por la estatua de Kamehameha El Grande. Otros proyectos fueron los barracones del Palacio ʻIolani para alojar a la guardia real, una nueva cárcel, el Mausoleo Real, escuelas y almacenes, un manicomio, un edificio para poner en cuarentena al flujo de inmigrantes, además de otras estructuras gubernamentales. Debido a la gran cantidad de nuevos proyectos, se había abusado de los recursos de Hawái, por lo que el 31 de marzo de 1874, la deuda nacional de Hawái superaba los 355.000 $.

## La elección del heredero al trono de Hawái
Al ser soltero, no tenía ningún heredero directo al trono, una vez fallecida su hermana, la princesa Victoria Kamāmalu. Durante el resto de su reinado, se negó de plano a nombrar un sucesor. En sus últimos años, era obeso y corpulento. Con el tiempo, ya no podía montar a caballo y no salía. La falta de actividad le debilitó y acabó confinado en su cama. El 11 de diciembre de 1872, hizo un último esfuerzo por designar un heredero. La princesa Bernice Pauahi denegó el ofrecimiento y recomendó primeramente a la princesa Keʻelikōlani y luego a la Reina Emma. Kamehameha transmitió ambas sugerencias, pero antes de volver a plantear esa cuestión falleció durante los preparativos de su fiesta de cumpleaños. Fue el último monarca de la Casa de Kamehameha. Según la Constitución de Hawái, la responsabilidad de nombrar un nuevo soberano recaía en la asamblea legislativa. Esta decidió convocar unas elecciones abiertas para el puesto, que ganó el primo de Kamehameha V, William Charles Lunalilo.
Kamehameha V fue el último Rey de Hawái de la Casa de Kamehameha.

## Distinciones honoríficas

### Distinciones honoríficas hawaianas
- Soberano Gran Maestre (y fundador) de la Real Orden de Kamehameha I (11/04/1865).[1]

### Distinciones honoríficas extranjeras
- Caballero Gran Cruz de la Orden de los Santos Mauricio y Lázaro (Reino de Italia, 1865).[1]
- Caballero Gran Cruz de la Imperial Orden de Francisco José (Imperio Austrohúngaro, 1870).[1]

## Ancestros
|  |                                                            |  |  |  |  |  |  |  |  |  |  |  |  |  |  |  |
|  | 16. Gran Jefe Uluʻehu de Molokaʻi y Lānaʻi                 |  |  |  |  |  |  |  |  |  |  |  |  |  |  |  |
|  |                                                            |  |  |  |  |  |  |  |  |  |  |  |  |  |  |  |
|  |                                                            |  |  |  |  |  |  |  |  |  |  |  |  |  |  |  |
|  | 8. Gran Jefe Kuʻimeheua                                    |  |  |  |  |  |  |  |  |  |  |  |  |  |  |  |
|  |                                                            |  |  |  |  |  |  |  |  |  |  |  |  |  |  |  |
|  |                                                            |  |  |  |  |  |  |  |  |  |  |  |  |  |  |  |
|  | 17. Gran Jefa Kalaniomaiheuila de Maui                     |  |  |  |  |  |  |  |  |  |  |  |  |  |  |  |
|  |                                                            |  |  |  |  |  |  |  |  |  |  |  |  |  |  |  |
|  |                                                            |  |  |  |  |  |  |  |  |  |  |  |  |  |  |  |
|  | 4. Gran Jefe Malailua Nahiʻolea                            |  |  |  |  |  |  |  |  |  |  |  |  |  |  |  |
|  |                                                            |  |  |  |  |  |  |  |  |  |  |  |  |  |  |  |
|  |                                                            |  |  |  |  |  |  |  |  |  |  |  |  |  |  |  |
|  | 18. Rey ʻIkanaka de Hilo                                   |  |  |  |  |  |  |  |  |  |  |  |  |  |  |  |
|  |                                                            |  |  |  |  |  |  |  |  |  |  |  |  |  |  |  |
|  |                                                            |  |  |  |  |  |  |  |  |  |  |  |  |  |  |  |
|  | 9. Princesa Kaupekamoku de Hilo                            |  |  |  |  |  |  |  |  |  |  |  |  |  |  |  |
|  |                                                            |  |  |  |  |  |  |  |  |  |  |  |  |  |  |  |
|  |                                                            |  |  |  |  |  |  |  |  |  |  |  |  |  |  |  |
|  | 19. Gran Jefa Kaʻoulikoʻokeaokalani                        |  |  |  |  |  |  |  |  |  |  |  |  |  |  |  |
|  |                                                            |  |  |  |  |  |  |  |  |  |  |  |  |  |  |  |
|  |                                                            |  |  |  |  |  |  |  |  |  |  |  |  |  |  |  |
|  | 2. Gran Jefe Mataio Kekūanāoʻa                             |  |  |  |  |  |  |  |  |  |  |  |  |  |  |  |
|  |                                                            |  |  |  |  |  |  |  |  |  |  |  |  |  |  |  |
|  |                                                            |  |  |  |  |  |  |  |  |  |  |  |  |  |  |  |
|  | 10. Gran Jefe Pupuka de ʻEwa                               |  |  |  |  |  |  |  |  |  |  |  |  |  |  |  |
|  |                                                            |  |  |  |  |  |  |  |  |  |  |  |  |  |  |  |
|  |                                                            |  |  |  |  |  |  |  |  |  |  |  |  |  |  |  |
|  | 5. Gran Jefa Inaina                                        |  |  |  |  |  |  |  |  |  |  |  |  |  |  |  |
|  |                                                            |  |  |  |  |  |  |  |  |  |  |  |  |  |  |  |
|  |                                                            |  |  |  |  |  |  |  |  |  |  |  |  |  |  |  |
|  | 1. Kamehameha V de Hawái                                   |  |  |  |  |  |  |  |  |  |  |  |  |  |  |  |
|  |                                                            |  |  |  |  |  |  |  |  |  |  |  |  |  |  |  |
|  |                                                            |  |  |  |  |  |  |  |  |  |  |  |  |  |  |  |
|  | 24. Príncipe Keʻeaumoku Nui de la Isla de Hawái            |  |  |  |  |  |  |  |  |  |  |  |  |  |  |  |
|  |                                                            |  |  |  |  |  |  |  |  |  |  |  |  |  |  |  |
|  |                                                            |  |  |  |  |  |  |  |  |  |  |  |  |  |  |  |
|  | 12. Gran Jefe Keōua Kalanikupuapaʻikalaninui de Kohala     |  |  |  |  |  |  |  |  |  |  |  |  |  |  |  |
|  |                                                            |  |  |  |  |  |  |  |  |  |  |  |  |  |  |  |
|  |                                                            |  |  |  |  |  |  |  |  |  |  |  |  |  |  |  |
|  | 25. Gran Jefa Kamakaʻimoku de Oʻahu                        |  |  |  |  |  |  |  |  |  |  |  |  |  |  |  |
|  |                                                            |  |  |  |  |  |  |  |  |  |  |  |  |  |  |  |
|  |                                                            |  |  |  |  |  |  |  |  |  |  |  |  |  |  |  |
|  | 6. Rey Kamehameha I de Hawái                               |  |  |  |  |  |  |  |  |  |  |  |  |  |  |  |
|  |                                                            |  |  |  |  |  |  |  |  |  |  |  |  |  |  |  |
|  |                                                            |  |  |  |  |  |  |  |  |  |  |  |  |  |  |  |
|  | 26. Gran Jefe Haʻae-a-Mahi de Kohala                       |  |  |  |  |  |  |  |  |  |  |  |  |  |  |  |
|  |                                                            |  |  |  |  |  |  |  |  |  |  |  |  |  |  |  |
|  |                                                            |  |  |  |  |  |  |  |  |  |  |  |  |  |  |  |
|  | 13. Gran Jefa Kekuʻiapoiwa II de Kailua-Kona               |  |  |  |  |  |  |  |  |  |  |  |  |  |  |  |
|  |                                                            |  |  |  |  |  |  |  |  |  |  |  |  |  |  |  |
|  |                                                            |  |  |  |  |  |  |  |  |  |  |  |  |  |  |  |
|  | 27. Princesa Kekelakekeokalani-a-Keawe de la Isla de Hawái |  |  |  |  |  |  |  |  |  |  |  |  |  |  |  |
|  |                                                            |  |  |  |  |  |  |  |  |  |  |  |  |  |  |  |
|  |                                                            |  |  |  |  |  |  |  |  |  |  |  |  |  |  |  |
|  | 3. Princesa Kaʻahumanu II de Hawái                         |  |  |  |  |  |  |  |  |  |  |  |  |  |  |  |
|  |                                                            |  |  |  |  |  |  |  |  |  |  |  |  |  |  |  |
|  |                                                            |  |  |  |  |  |  |  |  |  |  |  |  |  |  |  |
|  | 28. Gran Jefe Keawepoepoe de Kauaʻi                        |  |  |  |  |  |  |  |  |  |  |  |  |  |  |  |
|  |                                                            |  |  |  |  |  |  |  |  |  |  |  |  |  |  |  |
|  |                                                            |  |  |  |  |  |  |  |  |  |  |  |  |  |  |  |
|  | 14. Gran Jefe Keʻeaumoku Pāpaʻiahiahe de Kauaʻi            |  |  |  |  |  |  |  |  |  |  |  |  |  |  |  |
|  |                                                            |  |  |  |  |  |  |  |  |  |  |  |  |  |  |  |
|  |                                                            |  |  |  |  |  |  |  |  |  |  |  |  |  |  |  |
|  | 29. Gran Jefa Kūmaʻaikū                                    |  |  |  |  |  |  |  |  |  |  |  |  |  |  |  |
|  |                                                            |  |  |  |  |  |  |  |  |  |  |  |  |  |  |  |
|  |                                                            |  |  |  |  |  |  |  |  |  |  |  |  |  |  |  |
|  | 7. Gran Jefa Kalākua Kaheiheimālie                         |  |  |  |  |  |  |  |  |  |  |  |  |  |  |  |
|  |                                                            |  |  |  |  |  |  |  |  |  |  |  |  |  |  |  |
|  |                                                            |  |  |  |  |  |  |  |  |  |  |  |  |  |  |  |
|  | 30. Gran Jefe Kekaulikenuiahumanu de Maui                  |  |  |  |  |  |  |  |  |  |  |  |  |  |  |  |
|  |                                                            |  |  |  |  |  |  |  |  |  |  |  |  |  |  |  |
|  |                                                            |  |  |  |  |  |  |  |  |  |  |  |  |  |  |  |
|  | 15. Gran Jefa Nāmāhānaʻi Kaleleokalani de Maui             |  |  |  |  |  |  |  |  |  |  |  |  |  |  |  |
|  |                                                            |  |  |  |  |  |  |  |  |  |  |  |  |  |  |  |
|  |                                                            |  |  |  |  |  |  |  |  |  |  |  |  |  |  |  |
|  | 31. Gran Jefa Haʻaloʻu de Kohala                           |  |  |  |  |  |  |  |  |  |  |  |  |  |  |  |
|  |                                                            |  |  |  |  |  |  |  |  |  |  |  |  |  |  |  |
|  |                                                            |  |  |  |  |  |  |  |  |  |  |  |  |  |  |  |

| Predecesor: Kamehameha IV | Rey de Hawái 1863 - 1872 | Sucesor: Lunalilo |